# Massive Cauldron of Chaos
Massive Cauldron of Chaos är det sjätte studioalbumet av den norska black metal-gruppen 1349. Det spelades in och mixades i Studio Studio Nyhagen i Bøverbru (Toten, Norge) från oktober till november 2013 i och släpptes i 29 september 2014 av skivbolaget Indie Recordings i Europa och Season of Mist i USA.

## Låtlista
1. "Cauldron" (Archaon/Destroyer) – 4:24
2. "Slaves" (Archaon/Destroyer) – 4:54
3. "Exorcism" (Archaon) – 5:37
4. "Postmortem" (Archaon/Destroyer) – 4:36
5. "Mengele's" (Archaon/Destroyer) – 6:00
6. "Golem" (Frost) – 1:40
7. "Chained" (Archaon/Destroyer) – 4:53
8. "Godslayer" (Archaon/Frost) – 6:05

Bonusspår:
På digipak-versionen av albumet är det två bonusspår: Spår 8 är en instrumental-låt utan titel och spår 10 är låten "The Heretic", en Possessed-cover, skriven av Mike Torrao.

## Medverkande
Musiker (1349-medlemmar)
- Ravn (Olav Bergene) – sång
- Archaon (Idar Burheim) – gitarr
- Seidemann (Tor Risdal Stavenes) – basgitarr
- Frost (Kjetil-Vidar Haraldstad) – trummor

Produktion
- Jarrett Prichard – musikproducent, ljudtekniker, mastering
- Ravn – ljudmix
- Marcelo Vasco – omslagsdesign
- Johannes Høie – omslagskonst

### Fotnoter
1. ↑  Studio Studio Nyhagen
2. ↑  Massive Cauldron Of Chaos på discogs.com